# Conops thecoides
Conops thecoides är en tvåvingeart som beskrevs av Camras 1960. Conops thecoides ingår i släktet Conops och familjen stekelflugor. Inga underarter finns listade i Catalogue of Life.